# Gaetano Volpi

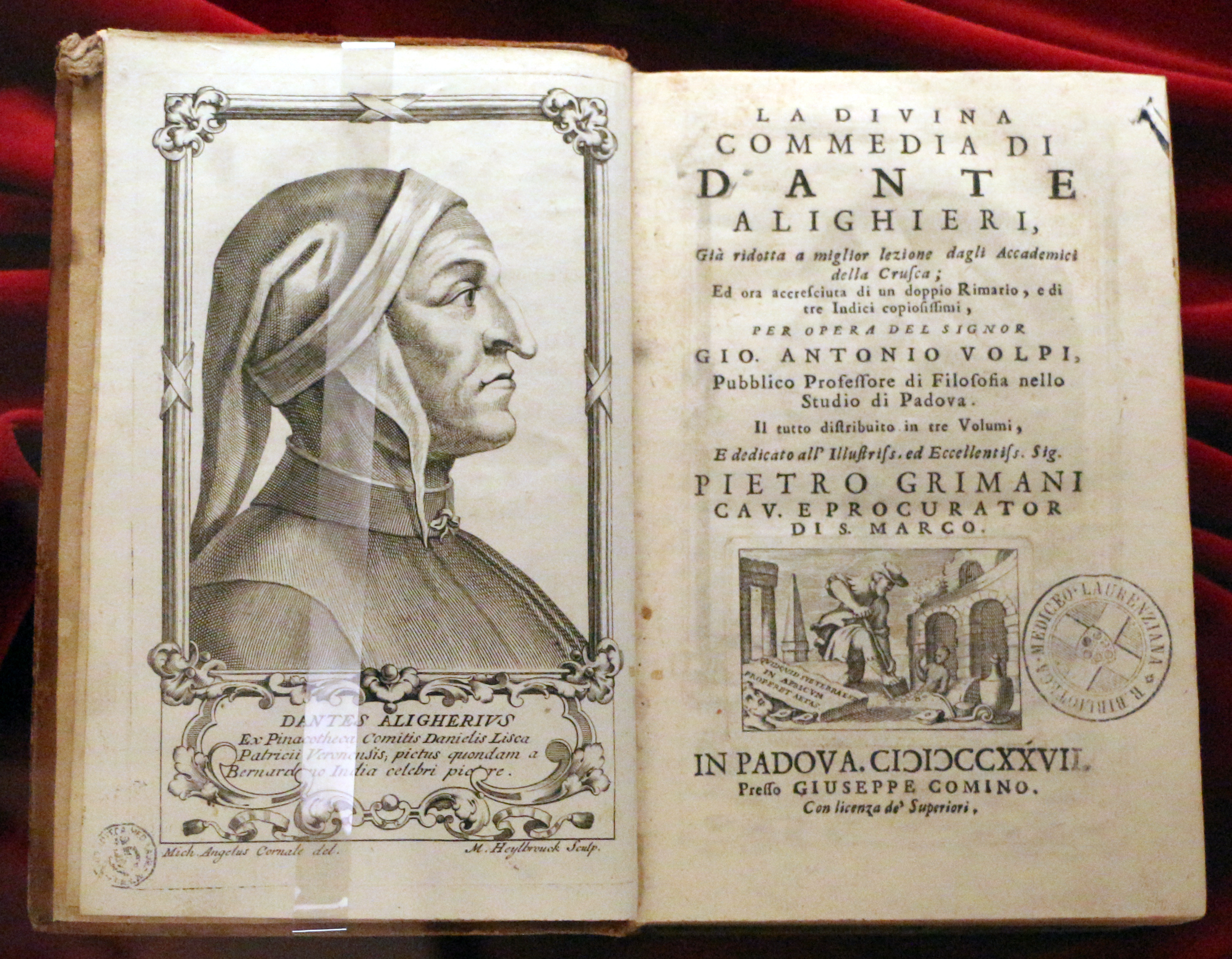
Giovanni Antonio e Gaetano Volpi, La Divina Commedia di Dante... curata dall'Accademia della Crusca con rimario e tre indici, Padova, Giuseppe Comino, 1726-27 (Biblioteca Medicea Laurenziana)

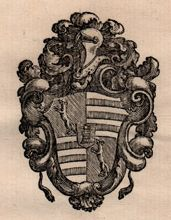
Marca tipografica di Volpi

Gaetano Volpi (Padova, 1689 – Padova, 1761) è stato un religioso, editore e scrittore italiano, figura storica dell'editoria.

## Biografia
Abate, operò a Padova nella prima metà del Settecento, con passione da bibliofilo, sia come libraio ma soprattutto come editore nel senso moderno del termine. Al contrario di altre significative figure del tempo, infatti, Gaetano Volpi non era uno stampatore trasformatosi gradualmente in editore, ma un vero e proprio committente. Operò in collaborazione col fratello Giovanni Antonio e con un noto tipografo dell'epoca, Giuseppe Comino, che fu per decenni il capo operaio della stamperia Volpi.
I testi prodotti dai Volpi furono molto apprezzati sia per l'eleganza della stampa che per la correttezza dei testi, pregio quest'ultimo attribuito direttamente all'opera dei due fratelli.
Particolarmente noto l'opuscolo Del furore d'aver libri, sottotitolato "Varie Avvertenze Utili, e necessarie agli Amatori de' buoni Libri, disposte per via d'Alfabeto"', una raccolta di facezie che apre la strada ai libri dedicati alla bibliomania che troveranno nel giovane Gustave Flaubert e in Charles Asselineau i più noti interpreti ottocenteschi.

## Opere
- Del furore d'aver libri, prefazione di Gianfranco Dioguardi, Sellerio, Palermo, 1988
- Del furore d'aver libri. Varie Avvertenze Utili, e necessarie agli Amatori de' buoni Libri, disposte per via d'Alfabeto, Marco Valerio Edizioni, Torino, 2001.